# Palestro (skib, 1875)
Det italienske panserskib Palestro var det andet skib i Principe Amedeo klassen, der var de sidste italienske panserskibe med rigning og med kanonerne bag kanonporte. Skibet var opkaldt efter byen Palestro, hvor kongeriget Sardinien med fransk hjælp besejrede østrigerne under den anden italienske uafhængighedskrig, 31. maj 1859. Skibet var det andet af foreløbigt tre skibe med dette navn i den italienske flåde.

## Design og konstruktion
Principe Amedeo klassen var designet af Giuseppe de Luca, der var generalinspektør for den italienske marines ingeniørkorps (Corpo del Genio Navale). Skibene beskrives jævnligt som de første helt italiensk designede panserskibe, men de Luca stod også for den foregående Roma klasse, og det står ikke lysende klart, hvad disse manglede i at være rent "italienske". Principe Amedeo klassen var de sidste italienske panserskibe med træskrog, og skroget var flere steder forstærket med jern. Pansringen var af smedejern og havde en tykkelse på 220 mm langs vandlinjen og 140 mm ved kanonportene midtskibs.
Skibet havde en længde på 79,7 m og en bredde på 17,4 m. Dybgangen var 7,9 m og deplacementet var på 5.761 tons. Besætningen talte 548 mand.

### Fremdrift
Palestro havde en dampmaskine fra firmaet Ansaldo i Sampierdarena (nu en del af Genova, og maskinen drev en enkelt skrue, med en effekt på 3.310 HK. Skibet præsterede 12,95 knob på sin første prøvefart 30. marts 1875, og 13,04 knob ved næste forsøg. Kulbeholdningen rakte til 1.780 sømil ved 10 knob. Skibene i klassen var de sidste italiensk panserskibe med rigning, i form af tremastet barkrigning.

### Bevæbning
Klassen var oprindeligt designet til at have 12 styk 16 cm kanoner, men dette blev ændret inden afleveringen til en 27,9 cm riflet forlader fra Armstrong i stævnen, og 6 styk 25,4 cm riflede forladere fra Armstrong i bredsiden, fordelt med en kasemat i agterskibet med fire kanoner, og en i forskibet med to. Da torpedobåde begyndte at blive en trussel, fik skibene opstillet 6 styk 75 mm.

## Tjeneste
Palestro blev afleveret fra flådeværftet i La Spezia den 11. juli 1875. Skibet havde været under bygning i 10 år, og selv om man havde ændret konstruktionen undervejs, var det alligevel næsten forældet, da det hejste kommando. Palestro var på værft i 1881-1882 og igen i 1886. Fra 1889 til 1894 fungerede det som vagtskib for flådestationen ved La Maddalena og derefter var det skoleskib i La Spezia. Palestro udgik af tjeneste 14. april 1900 og blev ophugget imellem 1902 og 1904.

## Eksterne kilder
- Wikimedia Commons har flere filer relateret til Palestro (skib, 1875)
- Beskrivelse af skibet på den italienske flådes hjemmeside. (italiensk)